# 職業訓練
職業訓練（しょくぎょうくんれん）とは、労働者に対し、職業に必要な技能や知識を習得させることにより、労働者の能力を開発し、向上させるための訓練を言う。
欧州やマレーシアにおいては、大まかに初期職業教育訓練（IVET）と継続職業教育訓練（CVET）に大別される。IVETは職業生活に入る前（入職前）に行われる教育であり、学校教育制度と関連が深い。CVETは職業生活に入ってから（入職後）行われ、離職者訓練や企業内教育などを指す。IVETについては職業教育を参照し、日本の節を除く本記事では主にCVETについて述べる。
日本における職業訓練制度は、学校教育制度とは性格の異なるものである。勤労観・職業観や知識・技能をはぐくむ教育のうち、知識・技能の育成に重点を置いた専門的、実践的教育は職業教育と呼ばれる。

## 欧州

### イギリス
イギリスにおけるCVCETは継続教育カレッジ（FEカレッジ）にて実施されており、ビジネス・イノベーション・技能省が所管している。FEカレッジでは、全国職業資格（NVQ）レベル入門～3までの資格が取得できる。

### フランス

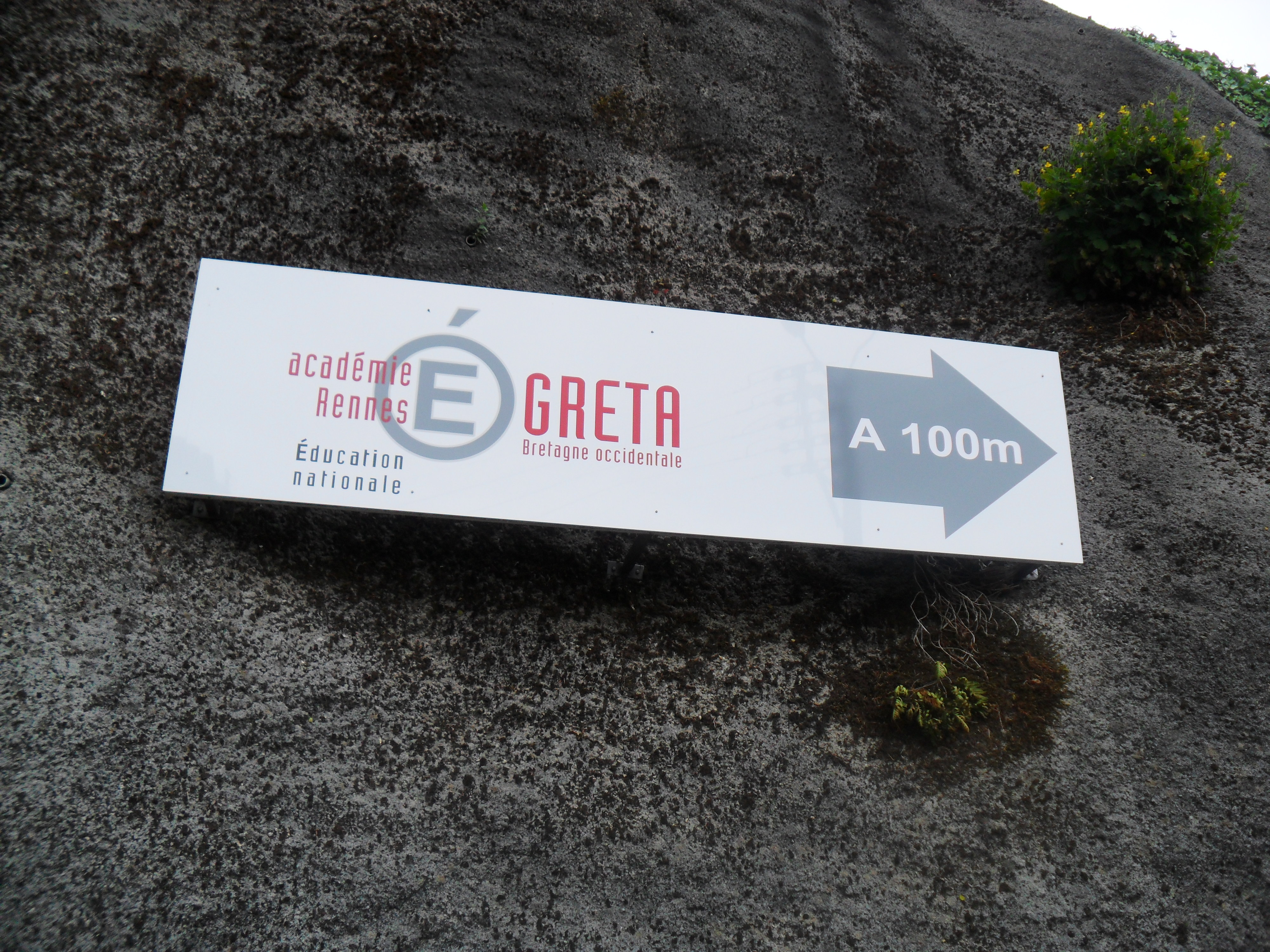
Grestaのキャンパス案内看板

フランスにおいてCVETは継続職業教育・訓練（formation continue）として、以下の機関にて実施されている。
全国成人職業訓練協会(AFPA)
フランス労働省の配下で、主に失業者を対象。186のキャンパスで 700 種以上を実施。
産学共同職業訓練グループ
職業適性証(CAP), 職業バカロレア, 上級技術者免状(BTS)を付与する。施設としてはコレージュ、リセが用いられる。
受講者は47万人以上（2009年）
フランス国立工芸院（CNAM）
学士、修士、博士を付与する。

### ドイツ

#### 初期職業教育訓練
ドイツにおいては義務教育は15歳までであるが、前期中等教育段階を終えると、ギムナジウム上級段階に進むか職業訓練制度に進むかを選択する必要がある。進路に就職を選んだものは18歳に達するまで、原則として企業と訓練契約を結んで仕事に就くかたわら（企業における訓練）、職業学校に通学して職業訓練を受ける義務がある（デュアルシステム）。訓練の職種は、およそ350種ほど。学校での学習が中心の初期職業教育学校に進む場合もある。
デュアルシステム
Berufsschule（職業学校、定時制職業学校、職業訓練学校、職業教育学校、ベルーフスシューレ）
デュアルシステムでは実践的部分を企業、理論的部分を職業学校で学ぶ。
Berufsbildungswerk（職業訓練センター、職業訓練学校）
デュアルシステムのもとで障害を持つ人が支援を受けながら企業でのワークショップと職業学校での座学を受けながら専門技術を学ぶ機関である。
初期職業教育学校
Berufsgrundbildungsjahr（職業基礎教育年）
学校形態またはデュアルシステム（二元制度）で行われる初期職業教育の一年目を独立させたシステム。
Berufsfachschule（職業専門学校）
一定の公認訓練職種の修了証を得るためまたは学校でのみ得られる職業訓練修了証を得るために設けれた学校。
これらの学校からさらに上級の学校（職業上構学校や専門上級学校）に進む場合もある。
Berufsaufbauschule（職業上構学校）
職業学校よりさらに高度な一般的専門理論的教育を行う学校。
Fachoberschule（職業専門学校）
実科学校修了証またはそれと同等と承認された修了証の取得者を入学条件とする一般的専門理論的な実践的知識や能力を身につけることを目的とする学校。

#### 継続職業教育訓練
失業者や在職者に対する公的職業訓練は職業学校、コミュニティ成人教育センター、訓練プロバイダ、企業などによって実施されている。

## アメリカ
アメリカでは失業者や在職者に対する公的職業訓練は労働省が所管している。公的職業訓練はコミュニティ・カレッジや訓練プロバイダ、企業によって実施されている。

## アジア

### マレーシア
マレーシアにおけるCVETは、マレーシア人的資源省が主導するNDTSが存在し、ドイツのデュアルシステムを手本とした徒弟制度による訓練である。
また地方自治体レベルでも個別にCVETが行われている。

### 中国
中華人民共和国人力資源社会保障部が条件を満たす労働者に、职业培训券（職業訓練券）という情報を電子社会保障カードに付与する。職業訓練券を使用すると、訓練や研修を一部から全額控除で受講できる。

### 日本
職業訓練として、国は障害者職業能力開発校を設置（運営は都道府県と独立行政法人高齢・障害・求職者雇用支援機構に委託）するほか、独立行政法人高齢・障害・求職者雇用支援機構が設置・運営する職業訓練施設の職業能力開発大学校（愛称：ポリテクカレッジ）や職業能力開発促進センター（愛称：ポリテクセンター）、都道府県立の職業能力開発校（各都道府県の自治事務のため、その名称は都道府県毎に異なっている。都道府県による呼称の違いを参照）等にて実施する。
他に、職業訓練法人ほか社団、財団、組合、民間企業などの事業主等の行う職業訓練のうち、職業能力開発促進法に基づき、都道府県知事に認定されたものを認定職業訓練と呼ぶ。
また、民間事業者が独立行政法人高齢・障害・求職者雇用支援機構および都道府県から委託を受けた委託訓練も含めて職業訓練と呼ぶ。
すでに労働者になっている者に対する公共職業訓練については別に在職者訓練と呼ばれている。
根拠法令については、国（独立行政法人高齢・障害・求職者雇用支援機構を含む）、都道府県が行う訓練および認定職業訓練は職業能力開発促進法に規定されているが、事業主等が認定職業訓練以外に独自に行う職業訓練の法的根拠は、従業員等に直接関わる（機構の労務）法律以外には無い。

#### 職業訓練
職業訓練は、訓練レベルにより二種類に分類される。

##### 高度職業訓練
高度職業訓練とは、労働者に対して、職業に必要な高度の技能及びこれに関する知識を習得させるための職業訓練をいう。これには、長期間の訓練と短期間の訓練があり、長期間の訓練のうちの専門課程（訓練期間2年、ただし1年以下の延長可）は、職業能力開発大学校、及び職業能力開発短期大学校、認定職業訓練においては、職業能力開発短期大学校を設置している職業訓練施設において実施される。長期間の訓練のうちの応用課程（訓練期間2年、ただし2年以上4年以下も可）は、職業能力開発大学校、職業能力開発総合大学校東京校において実施される。短期間の訓練のうちの応用短期課程（訓練期間60時間以上1年以下。企業人スクールとも呼ばれる）は、職業能力開発大学校において実施される。短期間の訓練のうちの専門短期課程（訓練期間6か月以下、ただし1年以下も可。能力開発セミナーとも呼ばれる）は、職業能力開発大学校、職業能力開発短期大学校、職業能力開発促進センター、及び障害者職業能力開発校において実施される。

##### 普通職業訓練
普通職業訓練とは、高度職業訓練以外の職業訓練をいう。これには、長期間の訓練と短期間の訓練があり、長期間の訓練の普通課程（規則別表二の科目の訓練期間は1年ないしは2年。ただし中卒者程度に対して行われる専修訓練をかねる場合には最大4年までの延長可能。）は、職業能力開発校、及び障害者職業能力開発校で実施される。※規則別表とは、職業能力開発促進法施行規則にある別表のことを言う。
普通職業訓練の普通課程は規則別表二に基づく課程と規則別表二に基づかない課程があるが、前者では相当する技能士や職業訓練指導員免許の職種が設定されており、施設内で実施される技能照査に合格することにより技能士補の称号が得られる。この称号により卒業科目または厚生労働省の定める同等の二級技能士コースの学科免除、一級技能士および職業訓練指導員免許の受験期間が短縮される。別表に基づかない訓練にあっては、技能士補のメリットは無いが、厚生労働大臣から特別に許可を得た場合は相当する科目に対する技能士補と読み替えが行われる。認定職業訓練で行われる場合は、業界団体が技能士の養成を目的の1つとしているため、普通課程にあっては特別な事情がある場合を除き規則別表二に基づく訓練である。
なお、かつては多くの企業が中卒者を対象として規則別表二に基づく訓練と、高等学校とのカリキュラムを併用した技能連携制度を行っていた。株式会社日立製作所、全日本空輸株式会社、日本国有鉄道、日本専売公社、日本電信電話公社、東京電力株式会社（東電学園高等部）、株式会社東芝等多くの企業においてもこのような訓練を行っていたが、2011年現在では、トヨタ自動車株式会社の運営するトヨタ工業学園(高等部)、日野自動車株式会社の運営する日野工業高等学園、株式会社デンソーの運営するデンソー工業学園（工業高校課程）の3校だけである。
短期間の訓練の短期課程（訓練期間として最も多い設定は12時間であり、独立行政法人高齢・障害・求職者雇用支援機構および公共職業訓練においては24時間のコースが数多く設定されている。これは規則別表によらない短期課程で認められる必要最小限の時間数となっている。他に6か月、一部2・3・4か月などがある。独立行政法人高齢・障害・求職者雇用支援機構においては離職者訓練を実施するアビリティーコースと呼ばれる）は、職業能力開発大学校、職業能力開発短期大学校、職業能力開発促進センター、職業能力開発校、及び障害者職業能力開発校において実施される。
短期課程の科目としては最も多いのは規則別表四に基づかない短期課程が独立行政法人高齢・障害・求職者雇用支援機構および公共職業訓練、認定職業訓練の大半を占めている。これは、在職者および離転職者を含めて全ての職業人に対して必要な知識および技能を短期間で身につけてもらうためのものである。なお都道府県や独立行政法人高齢・障害・求職者雇用支援機構においては6か月等のカリキュラムが編成されているが、これらも全て規則別表四に基づかない短期課程の位置づけである。認定職業訓練としてもこのカリキュラムが大部分を占める。規則別表四に基づく課程として、フォークリフト運転科などがあるが実施実績は少ない。なお、公共職業訓練にあっては当面の間、1年以上の短期課程を設置することは厚生労働省の事務連絡によって停止されている。
短期間の訓練としてこれ以外に規則別表三に基づく管理監督者コースがある。これは厳密なカリキュラム（第一科から第六科,TWI研修方式など）と特別に訓練を受けた職業訓練指導員を必要とするため、通常は各都道府県職業能力開発協会が認定職業訓練として必要に応じて行っている。
またこれ以外に、規則別表五に基づく技能士コースがある。それぞれ、規則別表五の1は一級技能士コース、規則別表五の2は二級技能士コース、規則別表五の3は単一等級技能士コースと名称が設定されており、それぞれの当該科目を履修し卒業した場合にはそれぞれの科目の技能士コースに相当する学科が免除になる。例えば、一級技能士コースの製造設備科を履修し修了時試験に合格することによって、その修了時試験合格証により一級技能士の製造設備科の学科が免除になる。注意したいのは当該科目の当該の級のみの修了時試験合格証であるので、一級技能士コースの修了時試験合格証であっても二級技能士の学科の免除にはならない。

#### 指導員訓練
職業訓練指導員の養成、職業訓練指導員の資質の向上および、職業訓練指導員の職種転換等を目的とする訓練を指導員訓練という。労働者に対して職業に必要な知識を習得させることを目的とする一般の職業訓練とは異なるものであるが、広い意味の職業訓練である。独立行政法人高齢・障害・求職者雇用支援機構が設置・運営する職業能力開発総合大学校が、指導員訓練（長期課程、研究課程、応用研究課程、専門課程及び研修課程）を実施する。
職業訓練指導員を養成する長期課程（規則別表八に基づく訓練。主に高校新卒者が対象。）では、卒業時に当該科目に付随する複数の指導員免許を申請のみで取得できる。職業訓練指導員の養成に必要な訓練だけでなく、職業能力開発総合大学校が通常の大学に相当する教員組織と教育内容を持っていることから、 独立行政法人大学改革支援・学位授与機構への申請により学士（工学）の学位も授与される。
このほかに、高度な技術指導力、研究開発能力を持つ指導者及び職業訓練指導員の養成を行う研究課程（規則第三十六条の八）（大学院修士課程に相当。修了すれば独立行政法人大学改革支援・学位授与機構の審査・試験を経て修士（工学）の学位が授与される。）、高度職業訓練応用課程を担当できる教員（職業訓練指導員）の養成を行う応用研究課程（規則第三十六条の九）、既に職業訓練指導員の業務に従事している者等に対して、別の職種の職業訓練指導員免許を取得させる専門課程（規則別表九）、主に職業訓練指導員免許を受けた者等に対して訓練を行う研修課程（規則別表十）がある。なお、研修課程にあっては独立行政法人高齢・障害・求職者雇用支援機構の職員として入る者のうち、職業訓練指導員に対して行われる新人研修の役割もかねている。
なお、職業能力開発促進法第27条の2第2項の規定に基づき、事業主等は都道府県の認定を受けて指導員訓練を実施することができる。しかし実際には、長期課程、研究課程、応用研究課程及び専門課程については、職業能力開発総合大学校でのみ実施されている。一方、研修課程については、最小訓練時間が12時間と規定されており、都道府県職業能力開発協会をはじめとする民間においても必要に応じて容易に実施することができる。

#### 職業能力開発促進法における職業訓練の種類
訓練主体によるもの
- 公共職業訓練
  - 離職者訓練
  - 在職者訓練
  - 障害者職業訓練
  - 委託訓練
  - 受託訓練
- 事業主等の行う職業訓練
  - 認定職業訓練

課程によるもの
- 職業訓練
  - 普通職業訓練
    - 長期間の訓練課程
      - 普通課程(規則別表二)
      - 普通課程(規則別表二によらない課程)

    - 短期間の訓練課程
      - 短期課程
        - 管理監督者コース(規則別表三)
        - 短期課程(規則別表四)
        - 短期課程(規則別表四によらない課程)
        - 技能士コース（規則別表五）
          - 一級技能士コース（規則別表五の一）
          - 二級技能士コース（規則別表五の二）
          - 単一等級技能士コース（規則別表五の三）

  - 高度職業訓練
    - 長期間の訓練課程
      - 専門課程(規則別表六)
      - 応用課程(規則別表七)
      - 総合課程（規則第三十六条の二）
        - 特定専門課程
        - 特定応用課程

    - 短期間の訓練課程
      - 専門短期課程(規則第十三条)
      - 応用短期課程(規則第十五条)
- 指導員訓練
  - 指導員訓練
    - 長期課程（規則別表八）
    - 専門課程（規則別表九）
    - 研究課程（規則第三十六条の八）
    - 応用研究課程(規則第三十六条の九）
    - 研修課程（規則別表十）